# Maurice Schwartz
Cet article concerne un acteur et réalisateur américain. Pour l'homme politique français, voir Maurice Schwartz (homme politique).
Maurice Schwartz (hébreu : מוריס שוורץ), né Avram Moishe Schwartz, le 18 juin 1890 à Sudilkov (gouvernement de Volhynie, Empire russe) et mort le 10 mai 1960 à Petah Tikva (Israël), est un acteur, directeur de théâtre et réalisateur américain en yiddish et anglais.

## Biographie

### Vie personnelle
Maurice Schwartz naît dans le gouvernement de Volhynie de l'Empire russe. Il est le fils d'Isaac, un marchand de céréales, et de sa femme Rose, née Bernholtz, une famille juive. Moishe est l'aîné de trois garçons parmi ses six frères et sœurs et a trois sœurs plus âgées.
Alors que ses grandes sœurs et son père y sont déjà installés, il est en chemin avec sa mère et ses frères pour émigrer aux États-Unis en 1899 quand, à Liverpool, ils sont séparés. Seul et sans connaître l'anglais, il gagne Londres et y survit pendant deux ans, aidé par des étrangers. Son père le localise en 1901 et ils voyagent ensemble pour New York quand Moïshé a douze ans, en 1902.
En rejoignant sa famille dans le Lower East Side de New York, le jeune Schwartz prend le prénom de Morris. Son père l'a inscrit à l'école du Baron de Hirsch, fondée pour instruire les immigrants juifs. Après l'école, Morris travaille dans la petite usine de son père de recyclage de chiffons pour l'industrie du vêtement. Quand un oncle l'introduit au théâtre yiddish, Schwartz est captivé. Il admire les acteurs David Kessler et Jacob Adler, et commence à se nourrir notamment des pièces classiques d'auteurs tels que William Shakespeare et Henrik Ibsen.
Comme son père juif orthodoxe s'oppose à son désir de théâtre, Schwartz quitte la maison familiale et prend divers emplois pour subvenir à ses besoins avant de finalement trouver du travail en tant qu'acteur. Il commence sa carrière dans différentes troupes de théâtre itinérantes, dont une qui visite le Midwest. À son retour à New York en 1907, il trouve ses héros, Kessler et Adler, continuant d'évoluer dans leur profession. Bientôt, Schwartz obtient un contrat avec le Green Street Theatre de Michael Thomashevsky à Philadelphie.
Schwartz se marie brièvement à Eva Rafalo, une chanteuse contralto et actrice du théâtre yiddish, née à Cincinnati, qu'il a rencontrée lors d'une tournée avec une compagnie de théâtre. Ils divorcent en 1911, après quoi il retourne vivre à New York.
En 1914, Schwartz épouse Anna Bordofsky, une femme âgée alors de 24 ans, originaire de Brest-Litovsk (Gouvernement de Grodno), arrivée aux États-Unis depuis une dizaine d'années. Elle est d'abord impliquée dans le théâtre yiddish de Kessler puis devient la partenaire commercial de Schwartz, l'aidant à diriger le théâtre. Ils sont restés mariés jusqu'à la mort de Schwartz.
En 1918, il fonde le Yiddish Art Theatre et son école associée à New York.
En 1947, le couple adopte deux orphelins de guerre juifs polonais, Moses et Fannie Englander, âgés respectivement de 9 et 8 ans. Après avoir perdu leurs parents Abraham Joseph et Chana Englander en 1942, les enfants avaient été placés par la clandestinité dans des familles chrétiennes belges. Fannie a été rebaptisée Marcelle et a grandi avec Maurice et Denise Vander Voordt comme les seuls parents qu'elle connaissait vraiment. Les Vander Voordt l'ont protégée comme la leur pendant l'occupation allemande. Elle ne parlait que français. Après la guerre, des groupes juifs avaient travaillé pour réunir les familles et placer les orphelins juifs avec des familles juives. Morris Schwartz rencontre le garçon Moses à l'orphelinat Wezembeek en Belgique en 1946, lors d'une tournée théâtrale pour les personnes déplacées. Il s'arrange pour adopter Moïse et sa sœur par le biais de l'American Jewish Joint Distribution Committee (JDC), qui avait localisé Fannie et réuni les frère et sœur. Les Schwartz rencontrent Fannie pour la première fois quand elle arrive avec son frère à l'aéroport LaGuardia de New York. Ils renomment les enfants Marvin et Risa. À New York, ils leur enseignent le yiddish, l'anglais et le judaïsme.
Il meurt à l'hôpital Beilinson de Petah Tikva, près de Tel Aviv en Israël et est enterré aux États-Unis, dans la section Yiddish-théâtre du cimetière de Mont Hebron dans le quartier de Flushing du Queens, un arrondissement de New York.

#### Carrière
Souvent pris pour le Maurice Schwartz de la série comique Little Moritz qui est un homonyme, il devient metteur en scène de théâtre et de cinéma, et joue en 1939 dans Tevye the Milkman, un film yiddish new-yorkais grand public.
Sa contribution majeure dans le théâtre américain reste la diffusion de l’œuvre de Cholem Aleichem qui inspirera la célèbre comédie musicale Un violon sur le toit créée à Broadway en 1964 par Joseph Stein.
Maurice Schwartz interprète le rôle d'Ezra dans Salomé (1953) réalisé par William Dieterle, une coûteuse production de la Columbia Pictures, inspirée de la Bible.

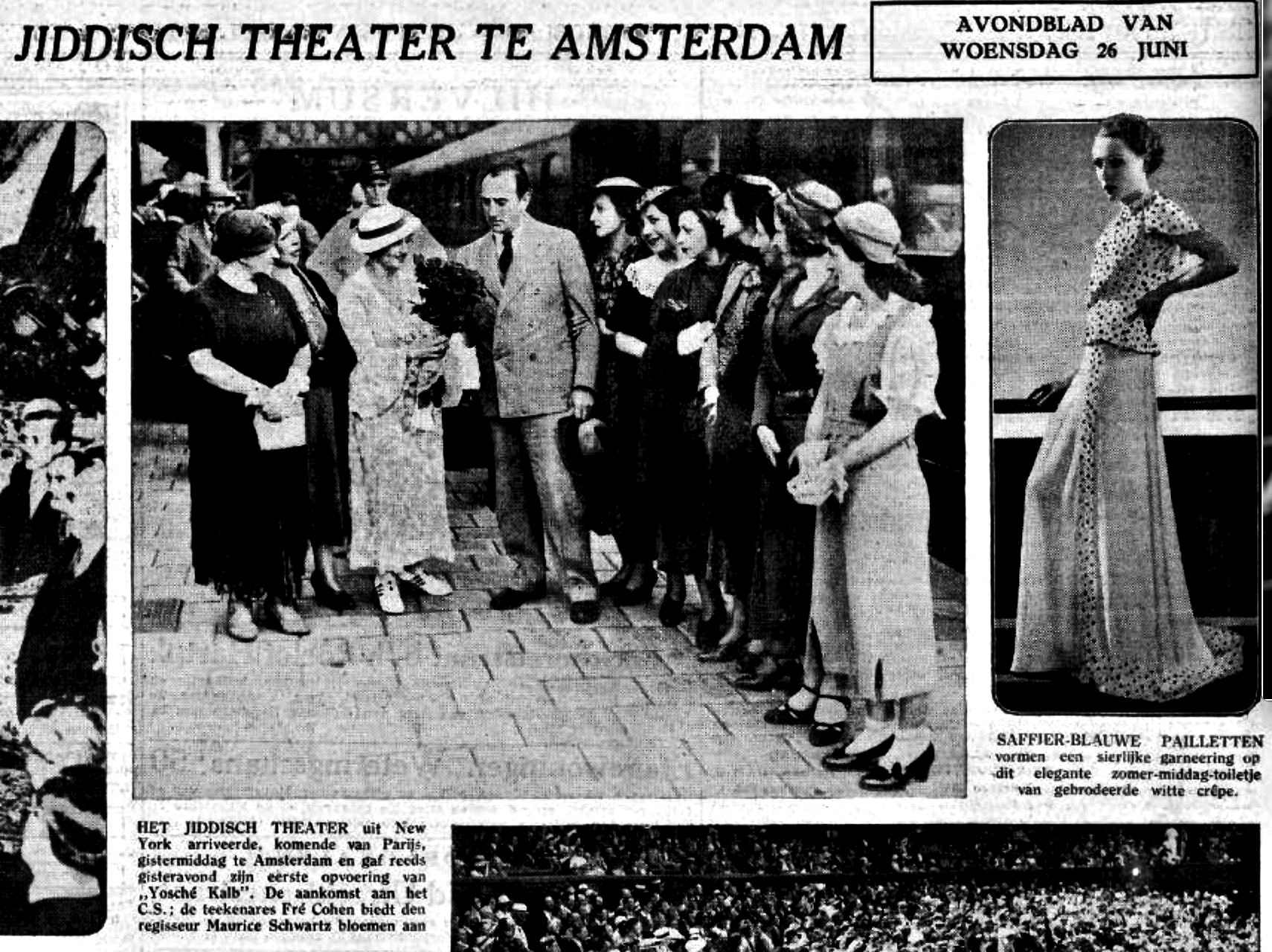
Maurice Schwartz et ses acteurs du Yiddish Art Theatre de New York sont accueillis à Amsterdam (pour jouer la pièce Yoshe Kalb d'Israel Joshua Singer), par les fleurs de la graphiste Fré Cohen, 26 juin 1935.

Il réalise en 1926 Broken Hearts et en 1939 Tevya.

## Filmographie sélective
- 1926 : Broken Hearts[2]

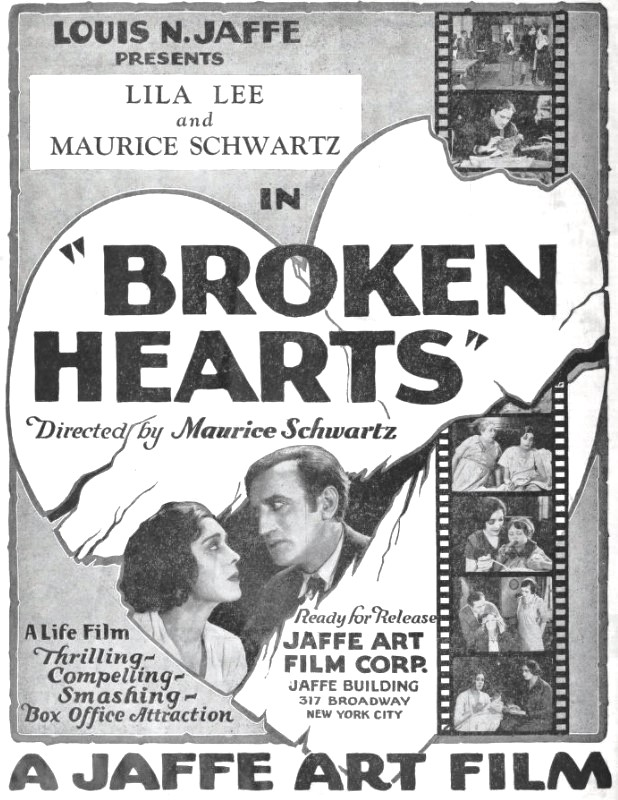
Annonce du film dans le magazine Film Daily.

- 1932 : Uncle Moses  de Sydney Goldin : Moses
- 1936 : The Man behind the Mask de Michael Powell : Paul Melchior
- 1943 : Mission à Moscou de Michael Curtiz : Doc Dr Botkin
- 1951 : L'Oiseau de paradis (Bird of Paradise)  de Delmer Daves avec Louis Jourdan : The Kahuna
- 1953 : Salomé de William Dieterle : Ezra, le conseiller du roi